# Jewgienij Korolkow
Jewgienij Wiktorowicz Korolkow, ros. Евгений Викторович Корольков (ur. 15 września 1930 w Moskwie, zm. 24 grudnia 2014 w Siergijew Posadzie) – gimnastyk rosyjski, reprezentant ZSRR, medalista olimpijski z Helsinek.

## Sukcesy
| Rok  | Zawody               | Miasto   | Miejsce | Konkurencja        |
| ---- | -------------------- | -------- | ------- | ------------------ |
| 1952 | Igrzyska olimpijskie | Helsinki | 1       | Wielobój drużynowo |
| 1952 | Igrzyska olimpijskie | Helsinki | 2       | Koń z łękami       |
| 1954 | Mistrzostwa świata   | Rzym     | 1       | Wielobój drużynowo |
| 1954 | Mistrzostwa świata   | Rzym     | 2       | Kółka              |

Pochowany na Cmentarzu Dońskim w Moskwie.